# Liste der Baudenkmäler in Mittelstetten (Oberbayern)

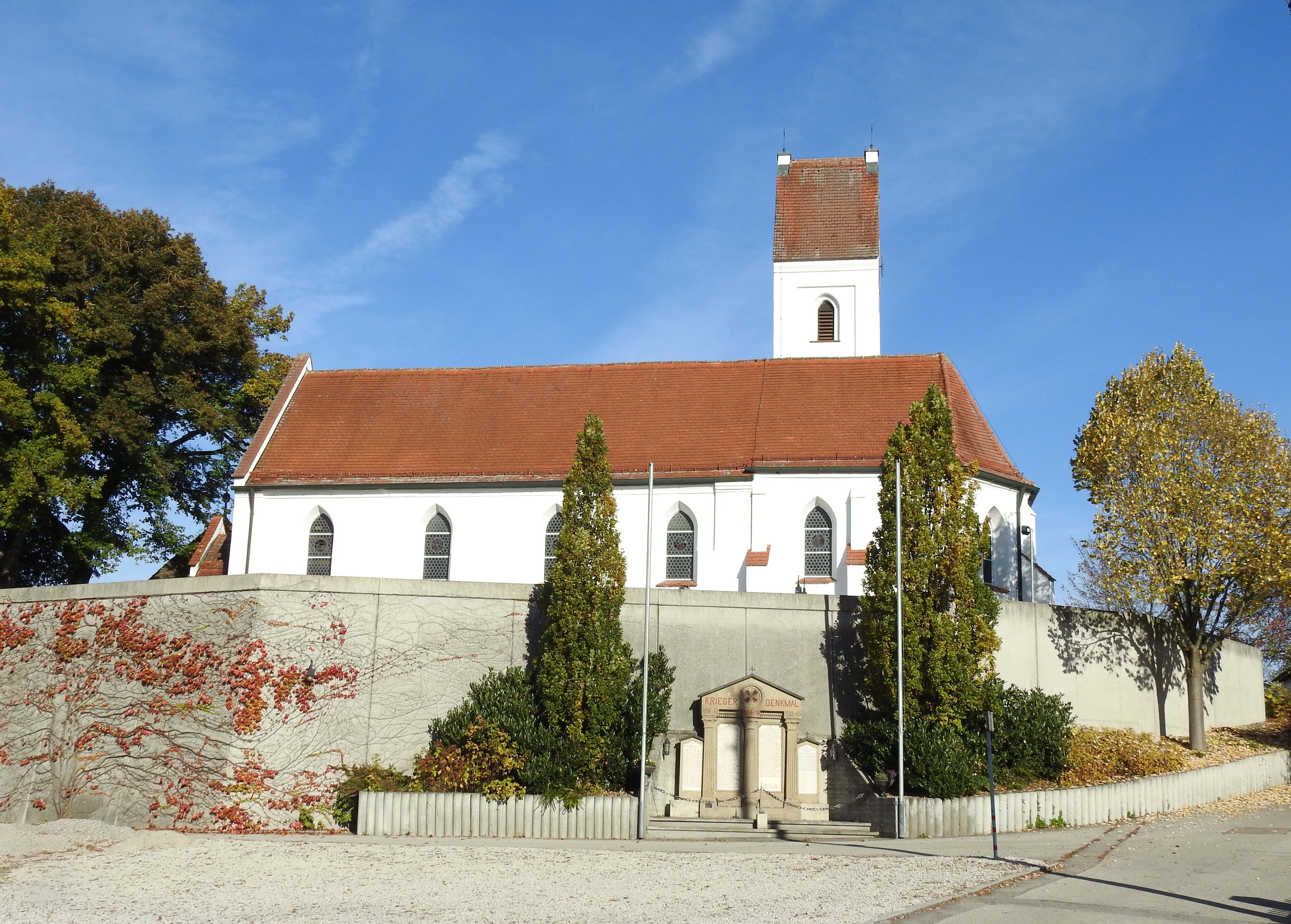
Pfarrkirche St. Sylvester in Mittelstetten

Auf dieser Seite sind die Baudenkmäler in der oberbayerischen Gemeinde Mittelstetten zusammengestellt. Diese Tabelle ist eine Teilliste der Liste der Baudenkmäler in Bayern. Grundlage ist die Bayerische Denkmalliste, die auf Basis des Bayerischen Denkmalschutzgesetzes vom 1. Oktober 1973 erstmals erstellt wurde und seither durch das Bayerische Landesamt für Denkmalpflege geführt wird. Die folgenden Angaben ersetzen nicht die rechtsverbindliche Auskunft der Denkmalschutzbehörde.

## Baudenkmäler nach Ortsteilen

### Mittelstetten
| Lage                      | Objekt                                | Beschreibung | Akten-Nr.    | Bild                             |
| ------------------------- | ------------------------------------- | --- | ------------ | -------------------------------- |
| Hauptstraße 18 (Standort) | Ehemals Pfarrhaus des Pfarrhofes      | zweigeschossiger verputzter Satteldachbau, 18./19. Jahrhundert                                                                                             | D-1-79-137-2 | Ehemals Pfarrhaus des Pfarrhofes |
| Kirchstraße (Standort)    | Katholische Pfarrkirche St. Sylvester | Saalkirche mit Polygonalchor und nördlichem Flankenturm, spätgotisch, um 1708 barockisiert, 1895/96 nach Westen erweitert und regotisiert; mit Ausstattung | D-1-79-137-1 | weitere Bilder                   |

### Hanshofen
| Lage                  | Objekt                | Beschreibung | Akten-Nr.    | Bild                  |
| --------------------- | --------------------- | --- | ------------ | --------------------- |
| Ringstraße (Standort) | Kapelle St. Katharina | kleiner rechteckiger Putzbau mit schlankem Osttürmchen mit Zwiebelhaube und angefügter Sakristei, spätgotisch, um 1700 barockisiert; mit Ausstattung | D-1-79-137-3 | Kapelle St. Katharina |

### Längenmoos
| Lage                                          | Objekt                 | Beschreibung                                                               | Akten-Nr.     | Bild                   |
| --------------------------------------------- | ---------------------- | -------------------------------------------------------------------------- | ------------- | ---------------------- |
| Dorfstraße (Standort)                         | Kapelle St. Maria      | kleiner Putzbau mit Polygonalchor und massivem Dachreiter, 18. Jahrhundert | D-1-79-137-4  | weitere Bilder         |
| Dorfstraße (Standort)                         | Ehemaliger Taubenkobel | palaisartige Hausform aus Holz, um 1900                                    | D-1-79-137-9  | Ehemaliger Taubenkobel |
| Schwedenweg; Längenmoos-Wasserhaus (Standort) | Wegweiser              | Wegweiser nach Günzlhofen und Hattenhofen, gusseisern, um 1860/70          | D-1-79-137-10 | Wegweiser              |

### Oberdorf
| Lage                                | Objekt                                 | Beschreibung | Akten-Nr.     | Bild                              |
| ----------------------------------- | -------------------------------------- | --- | ------------- | --------------------------------- |
| Althegnenberger Straße (Standort)   | Katholische Filialkirche St. Sebastian | kleiner barocker Saalbau mit dreiseitigem Chorschluss und Südturm mit Zwiebelhaube, 1690, 1704 wieder aufgebaut; mit Ausstattung                                                                                          | D-1-79-137-5  | weitere Bilder                    |
| Althegnenberger Straße 4 (Standort) | Ehemals Stallstadel des Zwiehofes      | erdgeschossiger verputzter Ziegelsteinbau mit Satteldach, um 1800 | D-1-79-137-11 | Ehemals Stallstadel des Zwiehofes |
| Mehlbachstraße 1 (Standort)         | Ehemals Kleinbauernanwesen             | zweigeschossiger Wohnteil mit niedrigerem Stall, Satteldach, Mitte 19. Jahrhundert, Ende 19. Jahrhundert erneuert; Ehemalige Schmiede, erdgeschossiger Putzbau mit Satteldach, 2. Hälfte 19. Jahrhundert; mit Ausstattung | D-1-79-137-12 | Ehemals Kleinbauernanwesen        |
| Mittelstettener Straße (Standort)   | Wegkapelle                             | verputzte Nischenkapelle, um 1900 | D-1-79-137-6  | Wegkapelle                        |

### Tegernbach
| Lage                            | Objekt                                             | Beschreibung | Akten-Nr.    | Bild           |
| ------------------------------- | -------------------------------------------------- | --- | ------------ | -------------- |
| St.-Stephan-Straße 2 (Standort) | Katholische Filialkirche St. Stephan und Magdalena | Turmerdgeschoss und Langhaus einer romanischen Chorturmanlage des 12./13. Jahrhundert, angefügte Sakristei und barockes Turmobergeschoss mit Zwiebelhaube 1774; mit Ausstattung | D-1-79-137-7 | weitere Bilder |

### Vogach
| Lage                             | Objekt                                           | Beschreibung | Akten-Nr.    | Bild                                             |
| -------------------------------- | ------------------------------------------------ | --- | ------------ | ------------------------------------------------ |
| St.-Johannes-Straße 6 (Standort) | Katholische Filialkirche St. Johannes der Täufer | spätgotischer Saalbau mit eingezogenem Polygonalchor, daran angefügter Sakristei und schlankem Nordturm, barocker Ausbau Ende 17. Jahrhundert und Mitte 18. Jahrhundert, Turm 1875; mit Ausstattung | D-1-79-137-8 | Katholische Filialkirche St. Johannes der Täufer |